# Kirowo-Czepieck
Kirowo-Czepieck (ros. Кирово-Чепецк) – miasto w Rosji, w obwodzie kirowskim, u ujścia Czepcy do Wiatki; siedziba administracyjna rejonu kirowo-czepieckiego. Ośrodek przemysłu chemicznego, budowlanego, elektromaszynowego, spożywczego i tekstylnego; w mieście znajduje się elektrociepłownia TEC-3.

## Demografia
W 2010 roku liczyło ok. 81 tys. mieszkańców. W 2021 roku liczyło ok. 68 tys. mieszkańców.

## Historia
Miejscowość została założona przez osadników nowogrodzkich w połowie XV wieku pod nazwą Ust'-Czepca. W 1935 roku we wsi rozpoczęto budowę elektrociepłowni nad Czepcą, która miała dostarczać energię dla pobliskiego Kirowa; przy elektrociepłowni powstało duże osiedle robotnicze. Miejscowość w 1955 roku otrzymała prawa miejskie i została przemianowana na Kirowo-Czepieck. Miasto rozwijało się jako satelita Kirowa.

## Sport
- Olimpija Kirowo-Czepieck – klub hokeja na lodzie